# Blood Spider
Blood Spider (Michael Bingham) es un supervillano ficticio que aparece en los cómics estadounidenses publicados por Marvel Comics.

## Historial de publicación
Apareció por primera vez en The Amazing Spider-Man # 367 (octubre de 1992), creado por el escritor David Michelinie y el artista Jerry Bingham.

## Biografía del personaje ficticio
Blood Spider es un mercenario entrenado por Taskmaster bajo contrato por Red Skull para crear un equipo de mercenarios que serían capaces de derrotar a Spider-Man. El trío se inspiró en los superhéroes Capitán América, Hawkeye y Spider-Man, y los personajes se llamaron Death-Shield, Jagged Bow y Blood Spider. 
Solo se unió a la refriega al costado del rastreador de paredes y ayuda a derrotar a los tres villanos y frustrar las maquinaciones de Red Skull que estaba usando a los mercenarios para proteger los archivos privados buscados por Spider-Man en referencia a sus padres.
Años más tarde, Blood Spider aparece con Death-Shield y Jagged Bow entre los delincuentes que compiten por la recompensa multimillonaria que Lord Ogre colocó en la cabeza del Agente Venom. El intento del trío en la vida del Agente Venom es interrumpido por los mercenarios competidores Constrictor y Lord Deathstrike.
El Maestro del Crimen con la ayuda de Blood Spider, Death-Shield y Jagged Bow, más tarde intenta robar un Rigellian Recorder dañado de Deadpool y Mercs for Money.
Del trío, Blood Spider fue el único personaje que mostró habilidades sobrehumanas. Pudo romper un muro de hormigón sólido con un movimiento muy poderoso, lo que indica que poseía cierto grado de fuerza sobrehumana. No era tan poderoso como Spider-Man, y no tan rápido. Llevaba una mochila y dispositivos de muñeca capaces de disparar correas similares a las de Spider-Man, pero mucho más débiles. Un humano ordinario en condiciones físicas máximas, como Solo, fue capaz de atravesarlo, lo que no habría sido posible con las correas de Spider-Man. El disfraz de Blood Spider tiene varios elementos de diseño que Bagley incorporaría más tarde en el rediseño del disfraz de Spider-Man de  Ben Reilly. El más destacado de los rasgos es el uso de un emblema de araña simétrico más grande en la parte delantera y trasera, cuyas patas se encuentran en los hombros.

## Poderes y habilidades
Blood Spider fue entrenado rigurosamente por Taskmaster en el estilo de lucha de Spider-Man. Posee la misma fuerza sobrehumana de Spider-Man.

### Armas
Blood Spider estaba equipado con un par de lanza redes similares en efecto a los de Spider-Man, sin embargo, los tiradores web de Blood Spider estaban unidos por tubos desde sus muñecas a un dispositivo estilo mochila. El aspecto del artilugio hizo que pareciera una versión más primitiva y menos compacta de los tiradores web autónomos montados en la muñeca de Spider-Man. Aunque los tiradores de Blood Spider parecían más primitivos en apariencia para Spider-Man, de lo contrario parecían funcionar de la misma manera.

## En otros medios

### Televisión
- Blood Spider aparece en Ultimate Spider-Man, con la voz de Ben Diskin.[3] Esta versión es una contraparte alternativa del universo de Spider-Man donde los vampiros liderados por el Rey Lagarto se han apoderado de la mayor parte de la Tierra. En el episodio "Return to the Spider-Verse (Parte 1)", termina haciendo equipo con Spider-Man y Chico Arácnido en busca de los fragmentos del Sitio Peligroso para liberar a los humanos, incluidos sus compañeros de equipo, del control del Rey Lagarto. No le sorprende que Spider-Man sea él de otro universo, afirmando que su mundo no es exactamente normal. Él y sus aliados proceden a curar a todos los infectados y derrotar a Lagarto. Blood Spider más tarde es atacado por la mano derecha del Rey Lagarto, Wolf Spider, que roba el fragmento. Después de que Spider-Man y Chico Arácnido van a otro universo, se recupera y se enfrenta a su atacante que se retira. Blood Spider regresa en "Return to the Spider-Verse (Parte 4)", donde se revela que fue capturado por Wolf Spider que drena la esencia de otros Spider-Men. Es salvado por el Spider-Man definitivo que confiaba en que prevalecerían.

### Videojuegos
- Blood Spider apareció como un personaje jugable desbloqueable en Spider-Man Unlimited.

### Novela
- Una variación de Blood Spider es un antagonista importante en Spider-Man: Hostile Takeover, una novela precuela del videojuego Spider-Man. Fue reclutado fuera de las calles para someterse a experimentos en un laboratorio dirigido por Norman Osborn. Muestra signos de problemas de salud mental que se ven exacerbados por los experimentos. Luego, llega a creer que él es el verdadero Spider-Man y que Peter Parker es un impostor. Bajo su propia personalidad de Spider-Man, no muestra ningún interés en proteger y salvar vidas, afirmando que es el verdadero Spider-Man ya que está dispuesto a ponerse sangre en sus manos, mientras que Peter no lo hará. Este desprecio por la vida humana hace que el público se vuelva contra Spider-Man, aunque un gran número de personas cita diferencias obvias para sugerir que no son la misma persona. Eventualmente, Peter puede atraerlo a una confrontación pública, lo que demuestra que los dos son hombres separados. Posteriormente, Blood Spider es derrotado y encarcelado.[4]